# Бакингхам Кортхаус (Вирџинија)
Бакингхам Кортхаус (енгл. Buckingham Courthouse) насељено је место без административног статуса у америчкој савезној држави Вирџинија.

## Демографија
По попису из 2010. године број становника је 133.
| Група             | 2000.    | 2010.      |
| Белци             | 0 (0,0%) | 88 (66,2%) |
| Афроамериканци    | 0 (0,0%) | 40 (30,1%) |
| Азијати           | 0 (0,0%) | 0 (0,0%)   |
| Хиспаноамериканци | 0 (0,0%) | 0 (0,0%)   |
| Укупно            | 0        | 133        |